# Casimir Prat
Pour les articles homonymes, voir Prat.
Casimir Prat, (pseudonyme de Jean Philippe Lopez) né en 1955 à Toulouse, est un poète français, où il réside encore actuellement.

## Biographie
Casimir Prat, fils de réfugiés politiques espagnols, se tiendra tout entier dans ses engagements poétique et politique, mais d'une façon discrète. Il publie dès sa jeunesse des poèmes en revues et son recueil Herbier sera primé au concours de poésie de la ville de Nice. Il fait la connaissance de Francis Ponge qui préfacera son recueil L’Horreur ou la Merveille qui le fait connaître alors qu’il a 28 ans. Ce recueil est publié en 1983 par la revue Multiples que dirige Henri Heurtebise. Depuis, son œuvre sera récompensée à plusieurs reprises : prix Artaud en 1989 et prix Max-Pol-Fouchet en 1993. Libraire à Toulouse, il anime également des ateliers d’écriture. Il a coordonné Une ferveur brûlée, anthologie de poèmes de Jean Malrieu (éd. L'Arrière-Pays, 1995).
Maître ès jeux de l'Académie des Jeux floraux depuis 2022.

## Publications
- Herbier, Vagabondages no 25, 1980
- L'horreur ou la merveille, Multiples, 1983
- La lampe et le ravin, Le Dé Bleu, 1984
- Au-dessus, Le Pré de l'Âge, 1988
- Elles habitent le soir, L'Arbre, 1988, prix Antonin-Artaud, 1989
- Aujourd'hui encore, Rougerie, 1989
- Trois scènes, L'Impatiente, 1989
- Gouttes de pluie, Carnet de libellules, 1989
- Aujourd’hui encore, Rougerie 1998
- Au moment de partir, L'Arbre, 1994
- Le figuier précédé de L'horizon, Rougerie, 1993
- S'éloigner de la flamme, suivi de A la même heure, L'Arrière-Pays, 1993
- Navires dans la brume, Clapas, 1994
- Tout est cendre, Le dé bleu, 1995, prix Max-Pol-Fouchet 1995
- Vers la nuit, L'Arrière-Pays, 1996
- De temps en temps, Rougerie, 1998
- Sait-on jamais, L'Arpenteur,  2005